# 狭羽拟水龙骨
狭羽拟水龙骨（学名：Polypodiastrum argutum var. angustum）为水龙骨科拟水龙骨属下的一个变种。